# لاندمان (قزاقستان)
لاندمان (انگلیسی: Landman, Kazakhstan) یک شهرک در استان قزاقستان شرقی کشور قزاقستان است.